# Leľa
Leľa es un municipio del distrito de Nové Zámky, en la región de Nitra, Eslovaquia. Tiene una población estimada, a inicios de 2022, de 306 habitantes.
Está ubicado al sur de la región, cerca de los ríos Nitra y Hron (cuenca hidrográfica del Danubio) y de la frontera con Hungría

## Demografía
| Año        | 1994 | 2004    | 2014     | 2024    |
| ---------- | ---- | ------- | -------- | ------- |
| Población  | 376  | 400     | 323      | 318     |
| Diferencia |      | +6,38 % | −19,25 % | −1,54 % |

| Año        | 2023 | 2024    |
| ---------- | ---- | ------- |
| Población  | 319  | 318     |
| Diferencia |      | −0,31 % |